# Никифор (Дучич)
Архимандрит Никифор (в миру Нитшефор Дучич; 21 ноября 1832 — 20 февраля 1900) — архимандрит, сербский учёный и общественный деятель. Почётный член СПбАН c 04.12.1899.

## Биография
Он родился в 1832 году в Луге на Требишнице близ Требина. Его отца звали Евто, а мать звали Сока (или Сара).
Свое первое образование он получил в Монастыре Дужи, у своего дяди архимандрита Евстатия (Дучича). Он стал монахом в возрасте семнадцати лет в 1849 году в Монастыре Дужи. Митрополит Сараевский Георгий (Николаевич) рекомендует его в Белград, где он поступает в Белградскую семинарию и слушает лекции Джуро Даничича по славянской филологии в Великой школе.
После Белграда он вернулся в Монастырь Дужи, где в 1857 году он открыл монастырскую школу с Серафимом (Перовичем), а в 1858 году духовную школу для священников в Монастыре Житомислич, где он был управляющим. В 1861 году по соглашению с Лукой Вукаловичем он командовал одним из сербских повстанческих отрядов в Восточной Герцеговине.
Год спустя, когда Княжество Черногория объявило войну Турции, оно участвовало в боях против турок вместе с герцогом Петром Вукотичем в Старой Герцеговине. Это сербское восстание было подавлено в День Святого Петра в 1862 году, и Никифор Дучич с разрешения князя Николы Петровича переехал в Цетине, где в 1863 году стал архимандритом.
В Княжестве Черногории он открыл 10 школ и семинарию в Цетине в 1864 году. Он встретился с князем Михаилом Обреновичем в Белграде в 1866 году, после чего два князя подписали соглашение о совместных действиях и объединении сербского народа. После убийства князя Михайло в 1868 году Никифор Дучич приехал в Белград по приглашению Ильи Гарашанина. В отличие от других монахов, архимандрит Никифор Дучич не хотел оставаться в монастыре, а построил себе дом на углу улиц Франкуска и Браче Юговича.
В Белграде он начал писать исторические труды, в которых из первых рук описывал свой собственный опыт и события. Он печатал сборники народных сказок, загадок, частушек и ремесел Восточной Герцеговины. Его обширная библиография цитируется в белградской «Новой искре» 1899 года.
В период между 1868 и 1876 годами он был президентом Комитета школ в сербских областях за пределами Сербии, председателем Комитета по народной библиотеке и музею и председателем Комиссии по строительству церквей в византийском стиле в Сербии. В 1876 году он участвовал в сербско-турецкой войне, и князь Милан Обренович назначил его командиром всех добровольческих дивизий Ибарской армии.
В его штабе были один герцог, два офицера-адъютанта, один офицер-инструктор и около 3000 солдат. С 25 июня по 7 июля 1876 года он участвовал в боях под Нова-Варошем, а 12 июля они заняли турецкую башню и пристань на Васильевичах. 24 июня 1876 года турки убили лошадь под ним, а Дучич во время боя похитил турецкую лошадь, в седельных сумках которой он нашел отрубленную сербскую голову. Он был ранен в боях с турками, поэтому удалился на лечение в Иваницу. Князь Милан Обренович повысил его до звания полковника за участие в войне 1876 года, но Никифор отказался от звания. Год спустя в сербско-турецкой войне 1877—1878 годы он был командиром добровольцев и повстанцев Яворской армии, а в операции по освобождению Старого Влаха в направлении Увац — Нова-Варош он командовал тремя добровольческими батальонами. В ходе этой акции были освобождены четыре окрпуга: Нишский, Пиротский, Враньский и Топлицкий.
Был депутатом Национальной скупщины созыва 1877—1880 годов. В начале 1886 года он потерял свою государственную службу, потому что после битвы при Сливнице он проголосовал за предложение оппозиции в скупщине, но вскоре вернулся на службу, а затем ушёл в отставку из-за плохого состояния здоровья.

## Труды
- «Монография монастырей Тврьдоша (Тробины) и Дужи» (1859; напечатана в собрании сочинений А. Гильфердинга),
- «Статистическое описание Требиньского, Приепольского, Плевальского и Невесиньского округов» (1859, у Гильфердинга),
- «Монография монастыря Житомышлича» (1861; перев. на русский яз. в 1890 г.),
- «Геройский памятник, песни великого воеводы Мирко Петрович» (Цетинье, 1864),
- «Сербская церковь и община в Триесте» (в 26 т. «Гласн. серб. ученого дружества», 1868),
- «Черногория» (в 40 т. того же органа; перев. на русский яз. в «Ежегоднике», 1878),
- «Военные подвиги добровольцев Обарского корпуса и повстанцев Яворского корпуса в 1877—78 гг.» (1881),
- «О новом законе в церковных властях в королевстве Сербии» (1890),
- «Целокупная история сербской православной церкви с первых десятин VII ст. до нынешних дней» (1894).